# Siddiq Barmak
Siddiq Barmak, pers. صدیق برمک (ur. 7 września 1962 w Pandższirze) – afgański reżyser, scenarzysta i producent filmowy. Ważna postać zarówno w kinie irańskim, jak i w tworzącej się kinematografii afgańskiej.

## Życiorys
W 1987 ukończył reżyserię na moskiewskim WGIK-u. Autor kilku scenariuszy i paru filmów krótkometrażowych. 
Jego debiutem pełnometrażowym był Osama (2003), który przyniósł mu m.in. trzy nagrody na 56. MFF w Cannes, Złoty Kłos na MFF w Valladolid oraz Złoty Glob za najlepszy film nieanglojęzyczny. W obrazie tym pobrzmiewały stylistyczne echa „afgańskich” filmów irańskiej dynastii Makhmalbafów – Kandaharu (2001) ojca Mohsena oraz O piątej po południu (2003) jego córki Samiry, który zresztą był kręcony w potalibańskim Kabulu. Barmak reżyserował Osamę przy wsparciu i pomocy ze strony Mohsena Makhmalbafa.
Barmak jest dyrektorem Ruchu na rzecz Edukacji Dzieci Afgańskich (ang. Afghan Children Education Movement) – stowarzyszenia promującego alfabetyzację, kulturę i sztukę, której założycielem jest Mohsen Makhmalbaf. Szkoła przygotowuje aktorów i reżyserów dla nowo powstającej kinematografii Afganistanu.